# سيسبان سوداني
سيسبان سوداني (الاسم العلمي:Sesbania sudanica) هي نوع نباتي يتبع جنس السيسبان من فصيلة البقولية.